# 301553 Ninaglebova
301553 Ninaglebova este un asteroid din centura principală de asteroizi.

## Descriere
301553 Ninaglebova este un asteroid din centura principală de asteroizi. A fost descoperit pe 13 aprilie 2009 la Zelenchukskaya Station de Timur V. Kryachko. Asteroidul prezintă o orbită caracterizată de o semiaxă mare de 3,09 ua, o excentricitate de 0,07 și o înclinație de 10,9° în raport cu ecliptica.